# Аталая (Вила-Нова-да-Баркинья)
Аталая (порт. Atalaia) — населённый пункт и район в Португалии, входит в округ Сантарен. Является составной частью муниципалитета Вила-Нова-да-Баркинья. По старому административному делению входил в провинцию Рибатежу. Входит в экономико-статистический субрегион Медиу-Тежу, который входит в Центральный регион. Население составляет 1735 человек на 2001 год. Занимает площадь 14,39 км².
Покровителем района считается Дева Мария (порт. Nossa Senhora da Assunção).